# Piotr Sadouski
Piotr Wikiencjewicz Sadouski (biał. Пётр Вікенцьевіч Садоўскі, ros. Пётр Викентьевич Садовский, Piotr Wikientjewicz Sadowski; ur. 2 lutego 1941) – białoruski polityk, w latach 1990–1996 deputowany do Rady Najwyższej Białoruskiej SRR/Rady Najwyższej Republiki Białorusi XII kadencji; członek Opozycji BNF – frakcji parlamentarnej partii Białoruski Front Ludowy (Biełaruski Narodny Front) – o charakterze antykomunistycznym i niepodległościowym; pierwszy ambasador Białorusi w Niemczech; kandydat nauk filologicznych (odpowiednik polskiego stopnia doktora).

## Życiorys
Urodził się 2 lutego 1941 roku. Dzieciństwo spędził we wsi Bućkowszczyzna koło Połocka. Ukończył Miński Państwowy Pedagogiczny Instytut Języków Obcych. Uzyskał stopień kandydata nauk filologicznych (odpowiednik polskiego stopnia doktora). Pracował jako docent na Wydziale Przedszkolnym Mińskiego Instytutu Pedagogicznego.
3 czerwca 1992 roku został pierwszym Nadzwyczajnym i Pełnomocnym Ambasadorem Republiki Białorusi w Republice Federalnej Niemiec. Ze stanowiska został usunięty 28 listopada 1994 roku przez prezydenta Alaksandra Łukaszenkę.

### Działalność społeczna i polityczna przełomu lat 80. i 90.
Piotr Sadouski aktywnie pracował społecznie. W Fundacji Kultury stał na czele komisji językowej, a następnie wchodził w skład komisji rządowej ds. napisania ustawy o językach. Czytał wykłady dla dziennikarzy i lektorów w radiu i telewizji. Współpracował w Ministerstwem Oświaty przy tworzeniu białoruskojęzycznych klas w szkołach i przy pisaniu programów nauczania. Na spotkaniach z kolektywami pracowniczymi przedstawiał komentarze do oficjalnych informacji i statystykę gospodarczą.
16 października 1988 roku wziął udział w zjeździe w Czerwonym Kościele w Mińsku, na którym utworzono Komitet Organizacyjny Białoruskiego Frontu Ludowego – pierwszej antykomunistycznej i niepodległościowej organizacji na Białorusi przełomu lat 80. i 90. Sadouski wszedł w skład Komitetu i został wybrany na stanowisko jego skarbnika. Następnego dnia w Mińskim Instytucie Pedagogicznym, w którym pracował, odbyło poszerzone posiedzenie jego rady naukowej, na którym został publicznie napiętnowany i potępiony przez władze placówki za udział w zjeździe BFL. Mimo tego, nie został wyrzucony z pracy – za jego usunięciem głosowało 14 członków rady, przeciwko – 47. Wraz z Sadouskim, potępiony został także jego kolega z katedry, który również uczestniczył w zjeździe BFL – Wincuk Wiaczorka. Nie był on jednak obecny na posiedzeniu rady.
Za zbiórkę pieniędzy na BFL – niezarejestrowaną organizację o charakterze antysowieckim – Sadouski był wzywany do prokuratury, przesłuchiwany, otrzymywał też telefoniczne pogróżki. Podczas jednego ze spotkań z milicją powiedziano mu, że wiele osób jest nieżyczliwie nastawionych do BFL, na przykład weterani wojny w Afganistanie, i że milicja nie może gwarantować mu osobistego bezpieczeństwa. Dokonywano także nacisków na jego brata, aby ten przekonał go do odejścia z polityki.

### Działalność parlamentarna
W 1990 roku został deputowanym ludowym do Rady Najwyższej Białoruskiej SRR z Adzincouskiego Okręgu Wyborczego Nr 46 miasta Mińska. Wchodził w skład Prezydium Rady Najwyższej (1990–1992). Pełnił funkcję przewodniczącego Komisji Rady Najwyższej ds. Międzynarodowych i Zewnętrznych Więzi Gospodarczych (1990–1992), był też jej członkiem (1995–1996). Wchodził w skład Komisji Mandatowej Rady Najwyższej i Komisji Konstytucyjnej (od 20 lipca 1990 roku).
Brał udział w opracowaniu i przyjęciu Deklaracji o Państwowej Suwerenności Białorusi, przygotowaniu projektów ustaw na nadzwyczajnej sesji Rady Najwyższej 24–25 sierpnia 1991 roku, w czasie której ogłoszono niepodległość Białorusi.
Współautor Koncepcji przejścia Białoruskiej SRR na gospodarkę rynkową (jesień 1990 r.) i szeregu projektów ustaw z dziedziny stosunków międzynarodowych i zewnętrznych więzi gospodarczych. Uczestnik głodówki deputowanych Opozycji BNF 11–12 kwietnia 1995 roku w Sali Owalnej parlamentu, ogłoszonej na znak protestu przeciwko zainicjowanemu przez prezydenta Łukaszenkę referendum na temat wprowadzenia języka rosyjskiego jako drugiego języka państwowego, zmiany symboli państwowych Białorusi (biało-czerwono-białej flagi i herbu Pogoni) na symbole nawiązujące do sowieckich, integracji ekonomicznej z Federacją Rosyjską i prawa prezydenta do rozwiązywania parlamentu. W nocy z 11 na 12 kwietnia został razem z innymi protestującymi wywleczony siłą z sali parlamentu przez zamaskowanych funkcjonariuszy wojska i służb specjalnych, pobity, wepchnięty do samochodu, wywieziony, a następnie wyrzucony na ulicy w centrum Mińska. W dniach 13–14 kwietnia 1995 roku uczestniczył w procesie przed Sądem Konstytucyjnym, w którym Opozycja BNF oskarżyła prezydenta Łukaszenkę o monopolizację środków masowej informacji.
W 2010 roku Zianon Pazniak opisał w swoich wspomnieniach Piotra Sadouskiego z początku lat 90. następująco:

dobrze znany w kołach naukowych, pełen erudycji i wykształcony, doskonale posługiwał się licznymi językami obcymi (…) Znawca polityki kurtuazji.

### Późniejsza działalność polityczna
Po zakończeniu kadencji deputowanego na przełomie 1995 i 1996 roku pozostał w Białoruskim Froncie Ludowym. W roku 1999 doszło do rozłamu w partii, w wyniku którego powstały dwa ugrupowania: Konserwatywno-Chrześcijańska Partia – BNF pod kierownictwem Zianona Pazniaka oraz Partia BNF pod kierownictwem Wincuka Wiaczorki. Sadouski poparł Wiaczorkę i znalazł się w Partii BNF. Napisał książkę ze swoimi wspomnieniami pt. Moj szybalet, wydaną pod koniec 2008 roku w ramach serii wydawniczej „Biblijateka Swabody”. Wchodził w skład Sejmu Partii BNF – jej organu kierowniczego. Na 12. zjeździe Partii we wrześniu 2009 roku odmówił dalszego członkostwa w Sejmie, pozostając jednak członkiem partii. Swoją decyzję uargumentował następująco:

Niestety, wyrosło pokolenie „Dżins” i odbyła się taka „rewolucja kulturalna”. Można częściowo uznawać krytykę, jak to się nazywa, młodego komanda. Ale stare komando, zanim przyszło do Frontu, coś robiło. A ci ludzie – oni po prostu nie znają życia, po prostu bawią się w jakąś rewolucję, a życia nie znają. Powinniśmy mówić o problemach, o kwestiach podatków, systemu bankowego – o tym, o co sprzecza się Europa. (…) No, ja patrzę na to wszystko – nic strasznego się nie stało, ale ja nigdy w niewłaściwe towarzystwo nie wchodzę. W partii zostanę, ale w takim Sejmie – jak ja tam będę?

Wraz z nim zrezygnowali m.in. dwaj inni członkowie Partii BNF, którzy w przeszłości byli deputowanymi Rady Najwyższej XII kadencji: Lawon Barszczeuski i Walancin Hołubieu.

## Odznaczenia
- Medal 100-lecia Białoruskiej Republiki Ludowej – 2019[11]